# 在日ペルー人
在日ペルー人（ざいにちペルーじん、スペイン語: Peruanos en Japón）は、日本に一定期間在住するペルー国籍の人々である。南米地域出身者の中ではブラジルに次いで多い。その多くはスペイン語を母国語としており、カトリック教徒である。

## 概要

### 人数
日本の法務省の在留外国人統計によると、2023年12月末現在で日本にいる中長期在留者・特別永住者のペルー人は4万9114人（194か国 中12位）である。そのうち永住しているペルー人やその家族は33,151人（194か国中5位）である。

### 年代
2021年6月末時点で中長期在留者・特別永住者である在日ペルー人の男女比は52対48であり、相対的に男性が多い。年代別に見ると40代（1万563人）が最も多く、次いで30代（7940人）が多い。年代別の構成比率について在留外国人全体の平均と比べると、10歳未満（9％）は3％ポイント、10代（13％）は8％ポイント、40代（18％）は3％ポイント、50代（20％）は9％ポイント、60代（10％）は4％ポイントそれぞれ高いのに対して、20代（13％）は17％ポイント、30代（14％）は9％ポイントそれぞれ低い。

### 在留資格
在日ペルー人（4万8105人、2021年6月末時点）の大半（99％）は就労制限のない在留資格「永住者」（3万3313人）、「永住者の配偶者等」（2048人）、「定住者」（1万697人）及び「日本人の配偶者等」（1601人）のほか特別永住者（3人）である。制限のある在留資格としては「留学」（102人、194か国中43位）などである。

### 職種
2021年10月末時点の在日ペルー人の労働者人口は、3万1381人（2021年6月末時点の在留数との比率およそ65％）であった（なお失業率については不詳）。産業別の内訳は「製造業」（全産業計における構成比36.9％）が最も多く、そのほか「卸売業、小売業」（同6.7％）、建設業（同3.9％）、「宿泊業、飲食サービス業」（同3.7％）、「医療、福祉」（同3.0％）や「サービス業（他に分類されないもの）」（同32.8％）などであった。

### 地域
2021年6月末時点で在日ペルー人の居住地域は関東地方（50％）や東海地方（34％）が多い。在日ペルー人は愛知県（7699人）や神奈川県（6459人）などの製造業が集積する地域に集住しており、東京都（2063人）や大阪府（1313人）などの大都市にはほとんど住んでいない。

### 家族
2015年時点でペルー国籍を持つ家族の同伴率は0％で在日外国人全体の平均（6％）より低い。一方、日本人の配偶者を持つペルー人は4％で在日外国人全体の平均（7％）より低い。

### 他の在日南米人との違い
在日ペルー人と在日ブラジル人は原則としては現地に移民した日本人の子孫（日系人）である。在日ペルー人の母語はスペイン語であり、在日アルゼンチン人や在日コロンビア人、在日ボリビア人と同じである。一方、在日ブラジル人はポルトガル語（ブラジルポルトガル語）である。在日ブラジル人（20万6365人）はペルー人の4倍居る。在日ペルー人の大半は関東地方（50％）に居るが、在日ブラジル人は東海地方（56％）に居る。
2008年から2015年の間に在日ブラジル人は14万3929人が帰国したが、在日ペルー人は1万1923人しか帰国していない。ペルーは太平洋岸にあり、ブラジルは大西洋岸にある。ペルーの一人当たりGDPは6551ドルでブラジル（1万1385ドル）の58％である。ペルーにはセンデロ・ルミノソが居て、ペルー政府の非常事態宣言や外務省の渡航中止勧告が出ている地域がある。一方、ブラジルは強盗・誘拐・麻薬の問題はあるが、外務省の渡航自粛勧告は出ていない。ペルーには徴兵制度は無いが、ブラジルには有る。日系ペルー人は本国に10万人（推定）居るが、日系ブラジル人は本国に約160万人（推定）居る。

## 歴史

### 1990年代
1990年、ペルーではアラン・ガルシア大統領の失政によりハイパーインフレが起きていた。後任の大統領には日系人のアルベルト・フジモリが就任し急進的な改革を行ったが、反発もあり1996年には在ペルー日本大使公邸占拠事件が起きた。一方、日本では1990年に出入国管理及び難民認定法が改正され、就業活動に制限のない定住者資格が創設されて日系3世に対して付与されるようになった。1990年の在日ペルー人は1万279人だったが1995年までに3万6269人に急増し、ニューカマーの一角を占めた。一方、刑法犯も1990年の26件（14位）・18人（15位）から1170件（4位）・386人（3位）に急増した。日系ペルー人を装うために偽造旅券を使って入国しようとするペルー人（25人）が現れ、1995年の不法残留者は1万4693人（5位）に及んだ。

### 2000年代
2000年の在日ペルー人は4万6171人だったが、2005年までに5万7728人に増加した。一方、2000年の刑法犯は482件（5位）・261人（5位）だった。不法残留は9158人（7位）に減少した。

### 2010年代
2010年の在日ペルー人は5万4636人だったが、2015年には4万7800人に減少した。一方、刑法犯は2010年に430件（6位）・289人（6位）だった。2014年のペルー人の犯罪は万引き・非侵入窃盗・暴行が多かった。

## 報道機関
- インターナショナルプレス（新聞）
- アイピーシー（テレビ局）